# Bridgewater (Massachusetts)
Bridgewater is een plaats (town) in Plymouth County, Massachusetts, Verenigde Staten. In 2000 had de plaats een inwonertal van 25185 en waren er 7526 huishoudens. Bridgewater is vernoemd naar de plaats Bridgwater in Engeland.

## Externe link

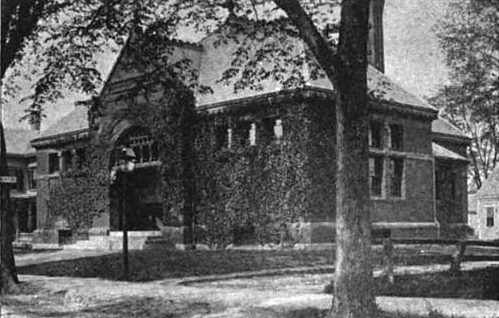
Openbare bibliotheek van Bridgewater (1891)